# Bellinzona
Bellinzona (lmo. Bórgh; niem. Bellenz;  fr. Bellinzone, Bellence; rm. Blizuna; lat. Bilitio) – miasto i gmina, stolica włoskojęzycznego oraz lombardzkojęzycznego szwajcarskiego kantonu Ticino, siedziba administracyjna okręgu (distretto) Bellinzona oraz powiatu (circolo) Bellinzona. 2 kwietnia 2017 do miasta przyłączono gminy Camorino, Claro, Giubiasco, Gnosca, Gorduno, Gudo, Moleno, Monte Carasso, Pianezzo, Preonzo, Sant’Antonio i Sementina.
Miasto leży na wschód od rzeki Ticino i stanowi węzeł komunikacyjny. Można stąd dotrzeć do alpejskich przełęczy św. Gotarda, Cuolm Lucmagn, Berhnardinpass i Nufenenpass. Miejscowy przemysł to głównie budowa maszyn. W Bellinzonie znajdują się średniowieczne budowle warowne, które od 2000 r. należą do listy światowego dziedzictwa UNESCO. Bellinzona jest ponadto punktem wyjścia do miast Locarno i Lugano.

## Demografia
W Bellinzonie mieszka 44 270 osób. W 2022 roku 26% populacji gminy stanowiły osoby urodzone poza Szwajcarią. 

## Transport
Bellinzona leży przy autostradzie A2 (Karlsruhe–Bazylea–tunel św. Gotarda–Bellinzona–Lugano–Chiasso–Mediolan), autostradzie A13 (Monachium–St. Margrethen–Chur–tunel San Bernardino–Bellinzona) oraz drogach głównych nr 2 i nr 13.
W mieście znajduje się stacja kolejowa Bellinzona. Kolej linowa Gotthardbahn z Lucerny i Zurychu wiedzie przez miasto dalej w kierunku Mediolanu.

## Galeria

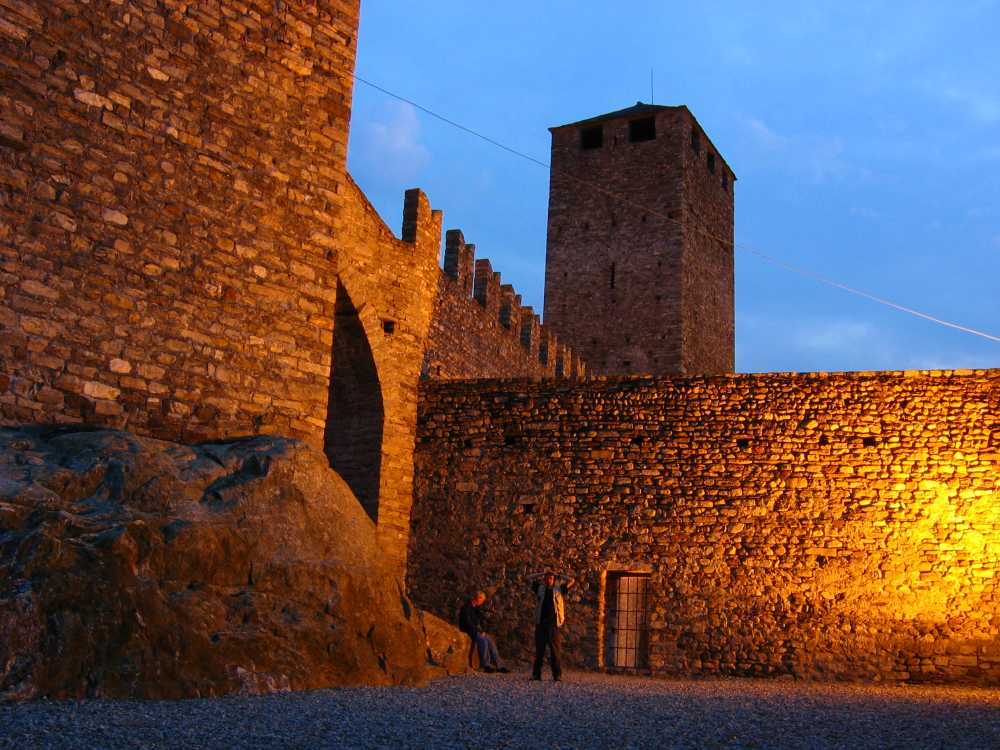
Fragment jednej ze średniowiecznych budowli warownych Bellinzony
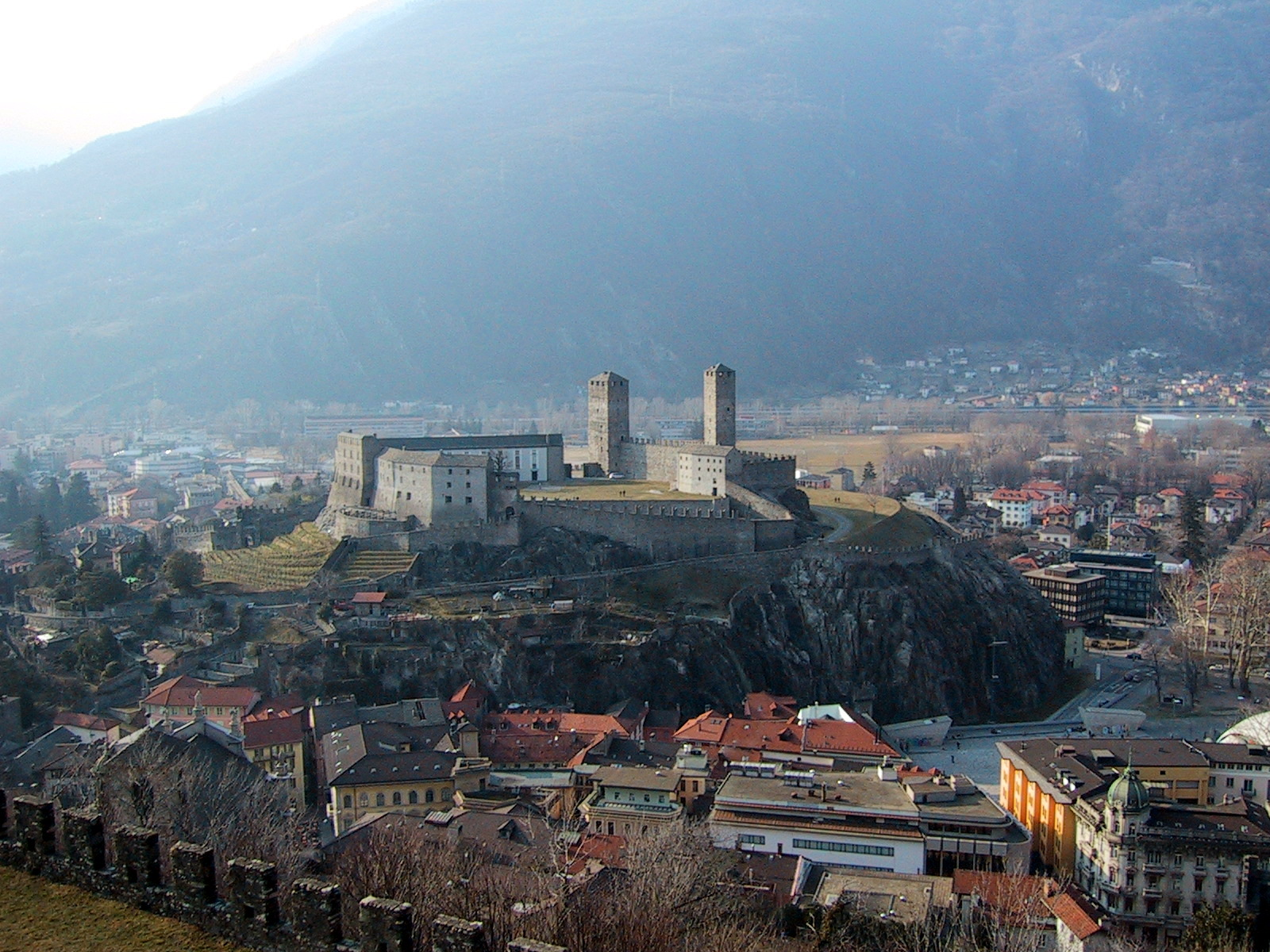
Zamek Castelgrande, widok z sąsiedniego zamku Montebello
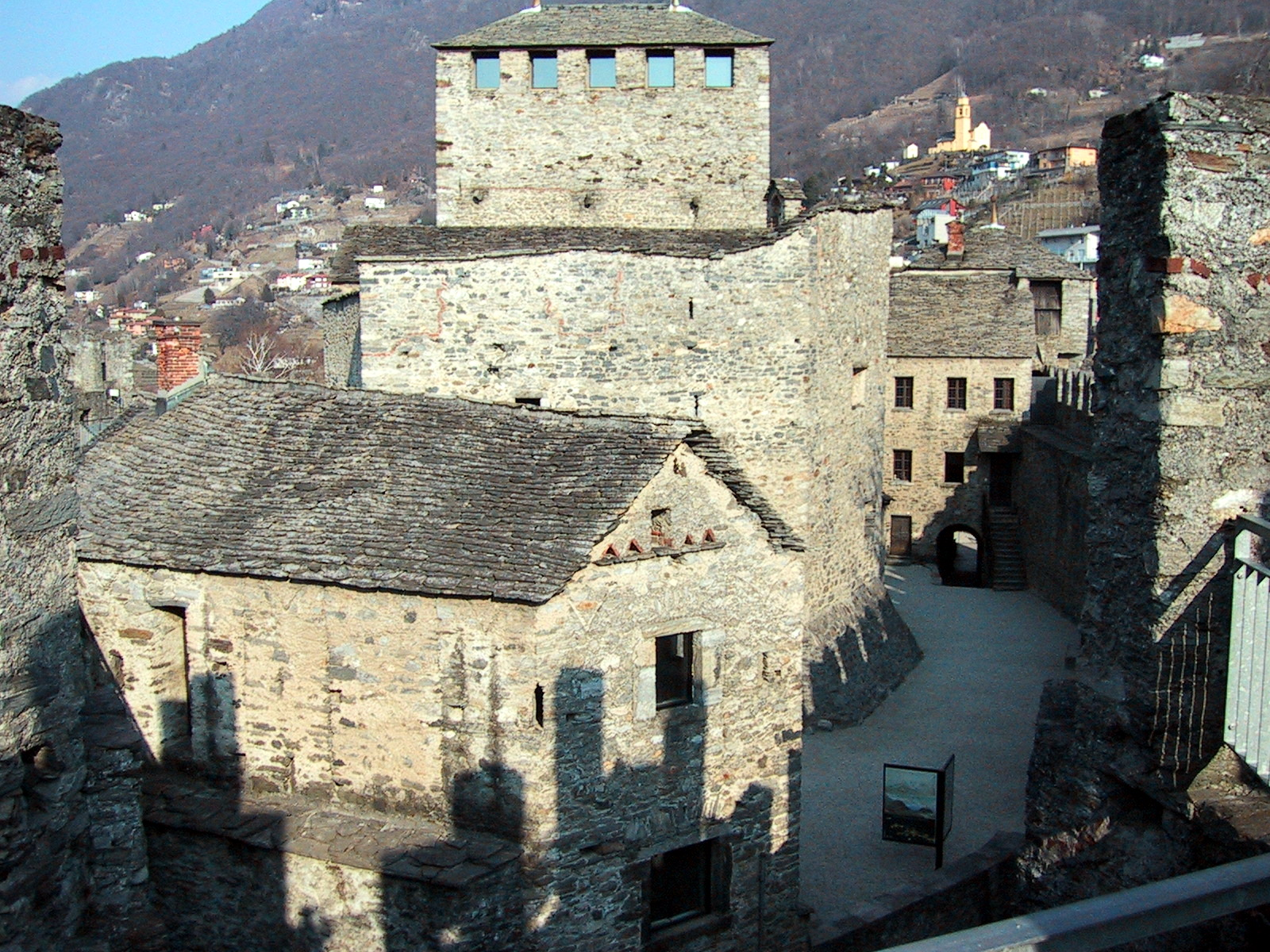
Dziedziniec zamku Montebello